# Gyanógeregye
Gyanógeregye község Vas vármegyében, a Szombathelyi járásban. 1933-ban jött létre Gyanó és Geregye községek  egyesítésével.

## Fekvése
A falu a Sorok-patak jobb partján fekszik, Szombathelytől 15 kilométerre délkeletre.
Kelet-nyugati irányban a 8702-es, dél-északi irányban pedig a 8703-as út halad végig a területén, közúton csak ezeken érhető el, a szomszéd települések valamelyikének érintésével. Két különálló településrészét, a központibb fekvésű Gyanót és a tőle keletre fekvő, jóval kisebb Geregyét a 8702-es út köti össze.
Vasútvonal nem érinti, bár a nyugati határszéléhez közel halad el a Szombathely–Nagykanizsa-vasútvonal nyomvonala; a legközelebbi vasúti csatlakozási lehetőséget a vonal Szentléránt megállóhelye kínálja, Gyanó központjától szűk 3, Geregyéétől bő 4,5 kilométerre nyugatra.

## Nevének eredete
Gyanó neve valószínűleg a Jenő törzsnévből ered, Geregye előzménye a szláv Grde személynév.

## Története
Gyanót 1233-ban, Geregyét 1329-ben Gerege néven említik először.
Gyanó és Geregye a 13. század második felétől az Egerváryak birtoka volt. Gyanót 1350-ben Gyanon, 1438-ban a Festetics család keszthelyi levéltárában található okiratban Gyano néven említik. 1454-ben Geregye már a mai névalakjában szerepel.
Vályi András szerint "GYANÓ. Elegyes falu Vas Vármegyében, földes Ura Móritz, és más Urak, lakosai katolikusok, fekszik Sz. Léránthoz nem meszsze, Vasvárhoz mint egy mértföldnyire, határja gazdag, tulajdonságai hasonlók Alsó Szilvágyhoz, első Osztálybéli." 
"GEREGE. vagy Geregye. Magyar falu Vas Vármegyében, földes Ura Finta Uraság, lakosai katolikusok, fekszik Gutházával által ellenben, egy patak mellett, Sárvárhoz egy mértföldnyire. Határja középszerű, vagyonnyai hasonlók Alsó Pátihoz, második Osztálybéli." 
Fényes Elek szerint "Gyanó, magyar falu, Vas vmegyében, 200 kath. lak. Ut. p. Szombathely. Kiss Ignácznő birja"
"Geregye, magyar falu, Vas vmegyében, 84 kath. lak. F. u. Lunkányi. Ut. p. Szombathely."
Vas vármegye monográfiájában "Gyanó, magyar község a Perint patak mellett. Van 39 háza és 253 r. kath. és ág. ev. lakosa. Postája Dömötöri, távírója Molnári. A XV. században az Egerváryak voltak a földesurai, később a Kiss -, Móricz - és Inkey -családok."
"Geregye apró falucska a Perint patak mellett, melynek összesen 11 háza és 154 magyar lakosa van. Vallásuk r. kath., ág. ev. és ev. ref. Postája és távírója Molnári. Már a XIII. század második felében Egerváry -birtok volt." 

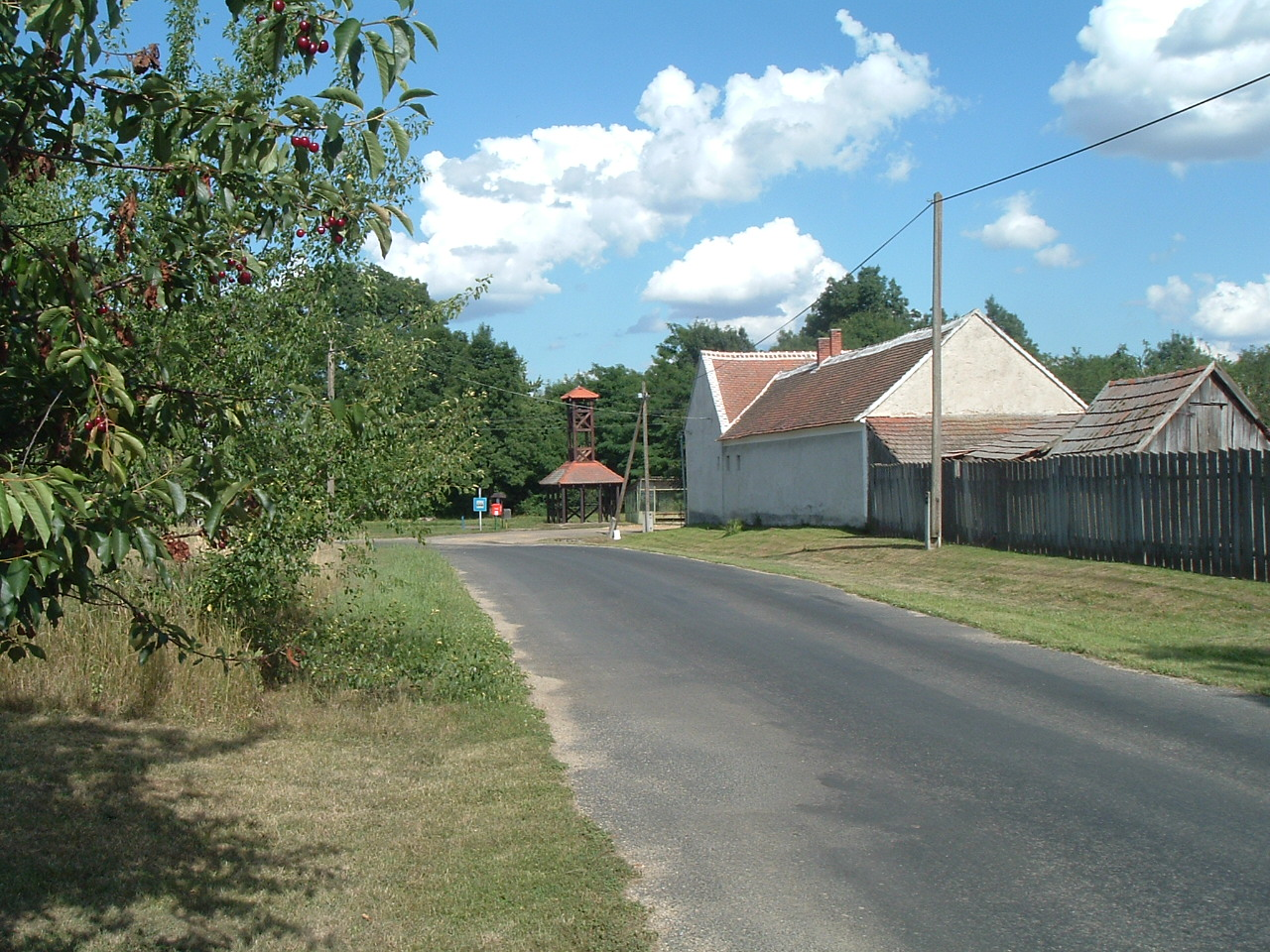
Geregye

1910-ben Gyanónak 222, Geregyének 150 magyar lakosa volt.
1933-ban egyesítették Gyanó és Geregye községeket. 1945-ig gazdálkodói kisbirtokosok, bérlők voltak.

## Közélete

### Polgármesterei
- 1990–1994: Hersits László (független)[7]
- 1994–1998: Hersits László (független)[8]
- 1998–2002: Hersits László (független)[9]
- 2002–2006: Hersits László (független)[10]
- 2006–2010: Hersits László (független)[11]
- 2010–2014: Sejber Tiborné (független)[12]
- 2014–2019: Sejber Tiborné (független)[13]
- 2019–2024: Sejber Tiborné (független)[14]
- 2024– : Sejber Tiborné (független)[1]

## Népesség
A település népességének változása:
| Lakosok száma | 151  | 144  | 146  | 143  | 148  | 149  | 147  |
|               | 2013 | 2014 | 2015 | 2021 | 2022 | 2023 | 2024 |

A 2011-es népszámlálás során a lakosok 92,6-a magyarnak mondta magát (7,4% nem nyilatkozott). A vallási megoszlás a következő volt: római katolikus 82,4%, református 1,4%, izraelita 0,7%, felekezet nélküli 2,7% (12,8% nem nyilatkozott).
2022-ben a lakosság 90,5%-a vallotta magát magyarnak, 0,7% németnek, 1,4% egyéb, nem hazai nemzetiségűnek (9,5% nem nyilatkozott; a kettős identitások miatt a végösszeg nagyobb lehet 100%-nál). Vallásuk szerint 47,3% volt római katolikus, 4,1% református, 0,7% evangélikus, 6,8% felekezeten kívüli (41,2% nem válaszolt).